# Fischingen TG
| TG ist das Kürzel für den Kanton Thurgau in der Schweiz. Es wird verwendet, um Verwechslungen mit anderen Einträgen des Namens Fischingen zu vermeiden. |

Fischingen ist eine Gemeinde und eine Ortschaft im Bezirk Münchwilen und die südlichste Gemeinde des Schweizer Kantons Thurgau, dem Hinterthurgau, volkstümlich «Tannzapfenland».
Die politische Gemeinde entstand 1972 durch die Vereinigung der Munizipalgemeinde Fischingen mit deren Ortsgemeinden Au, Dussnang, Fischingen, Oberwangen und Tannegg zur Einheitsgemeinde Fischingen.

## Geografie

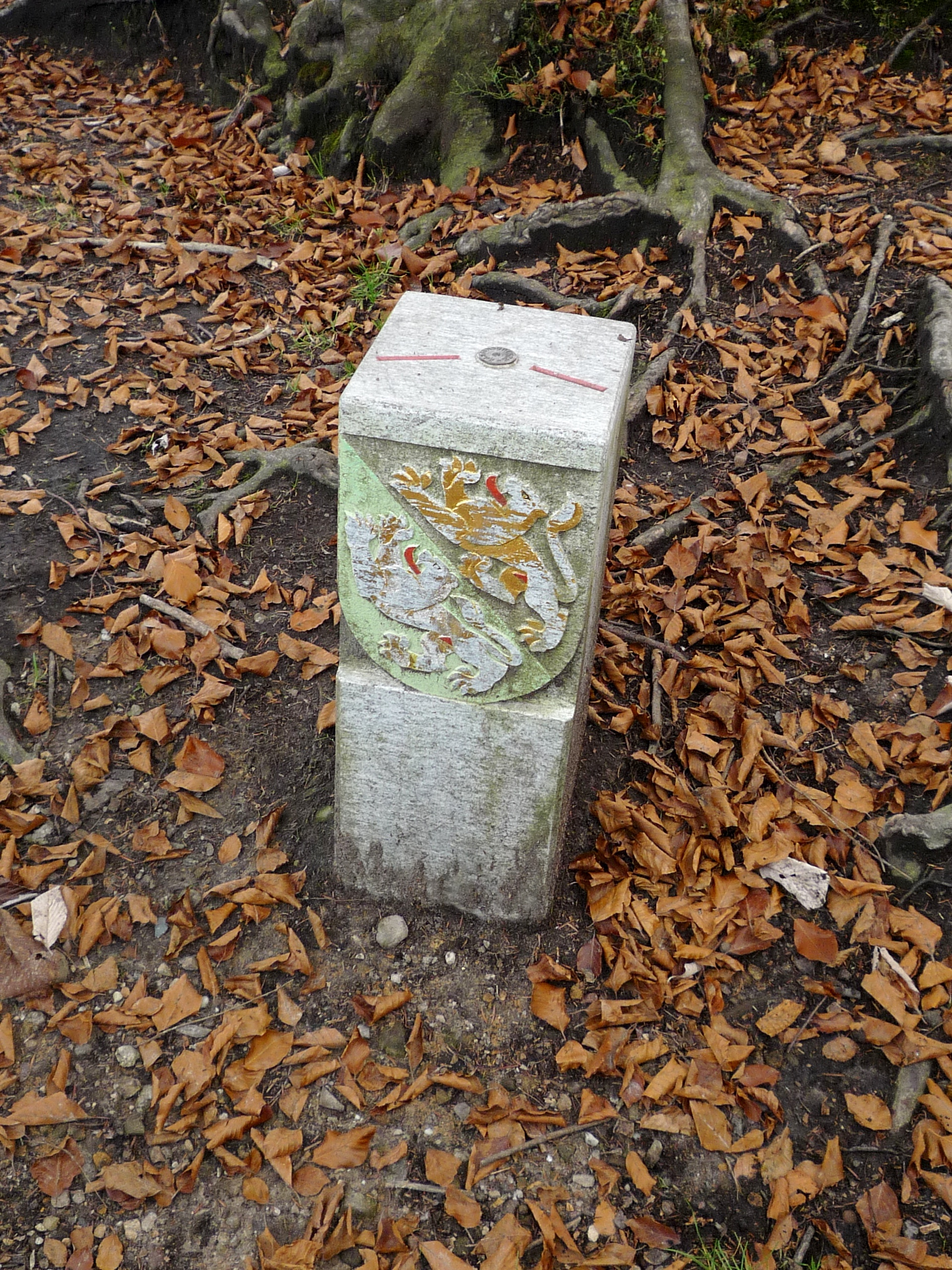
Hohgrat (991 m ü. M.) höchster Punkt des Kantons Thurgau

Das Gemeindegebiet liegt am Nordfuss des Hörnli im Übergangsgebiet vom Schweizer Mittelland zu den Voralpen. Es wird von der Murg durchflossen und bildet die flächenmässig grösste Thurgauer Gemeinde, wobei die Hälfte der Fläche aus Waldgebiet besteht. Der südlichste Punkt der Gemeinde Fischingen und somit auch des Kantons Thurgau ist der Dreiländerstein auf dem Silberbüel beim Naturschutzgebiet Ergete. Er bildet die innerschweizerische Kantonsgrenze zwischen den Kantonsgebieten von Thurgau, St. Gallen und Zürich. Etwas östlich davon, auf dem Fischinger Grat, auch Hohgrat oder Groot genannt, befindet sich auf 991 m ü. M. die höchste Erhebung auf thurgauischem Kantonsgebiet neben dem Dreiländerstein Zürich, St. Gallen, Thurgau, 992 m, am Chlihörnli, zu Fuss erreichbar von Allenwinden aus.

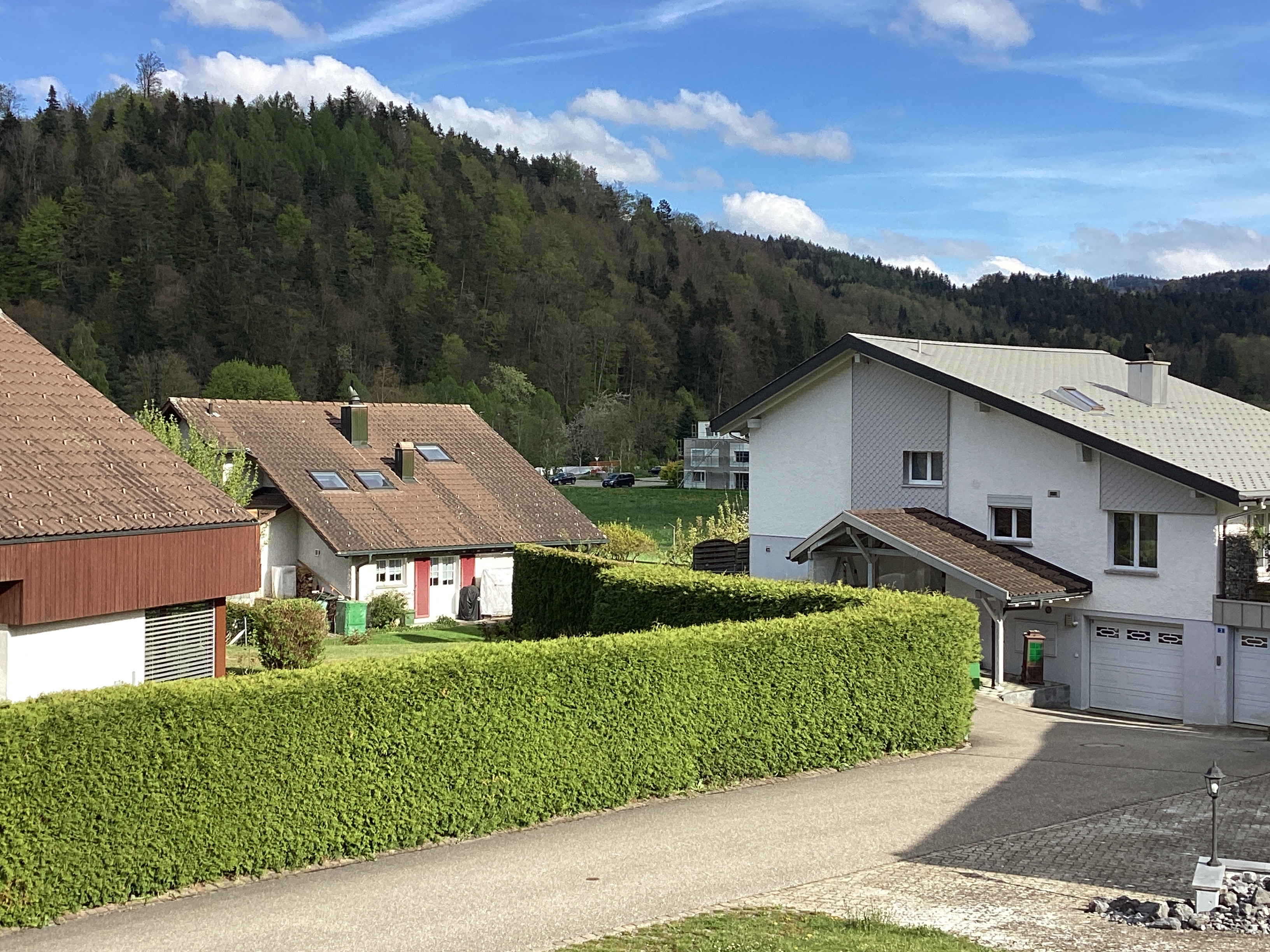
Westlicher Teil der Wohnsiedlung Schärlibach.

Die Gemeinde Fischingen hat zahlreiche Aussenhöfe und ein je rund 90 km langes Strassen- und Gewässernetz zu unterhalten. Die Verwaltung hat ihren Sitz in Dussnang im Gemeindehaus in der Nähe des Kurhauses.

## Geschichte

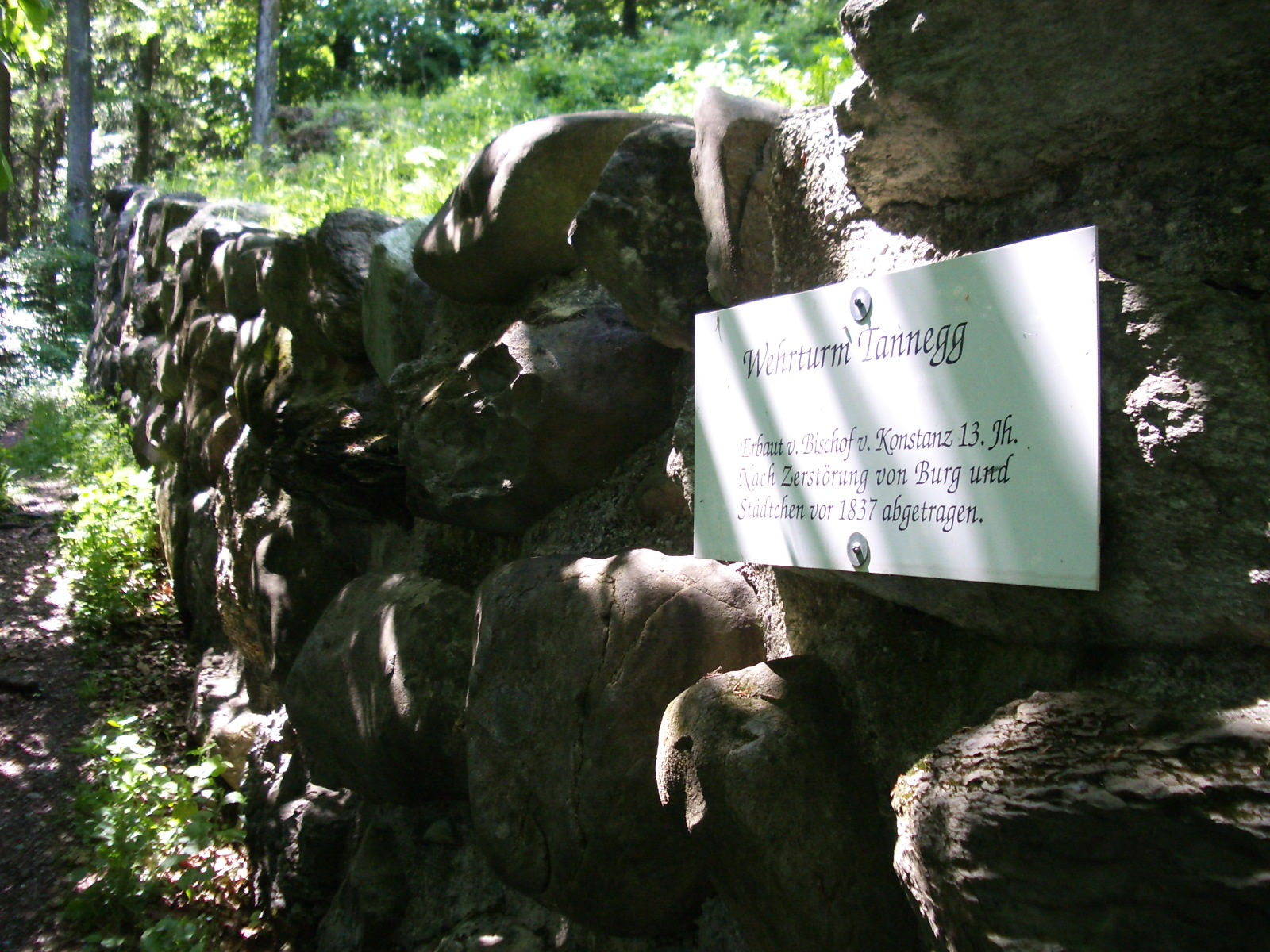
Die um 1240 erbaute Burgruine Tannegg war Verwaltungssitz des Tannegger Amts.

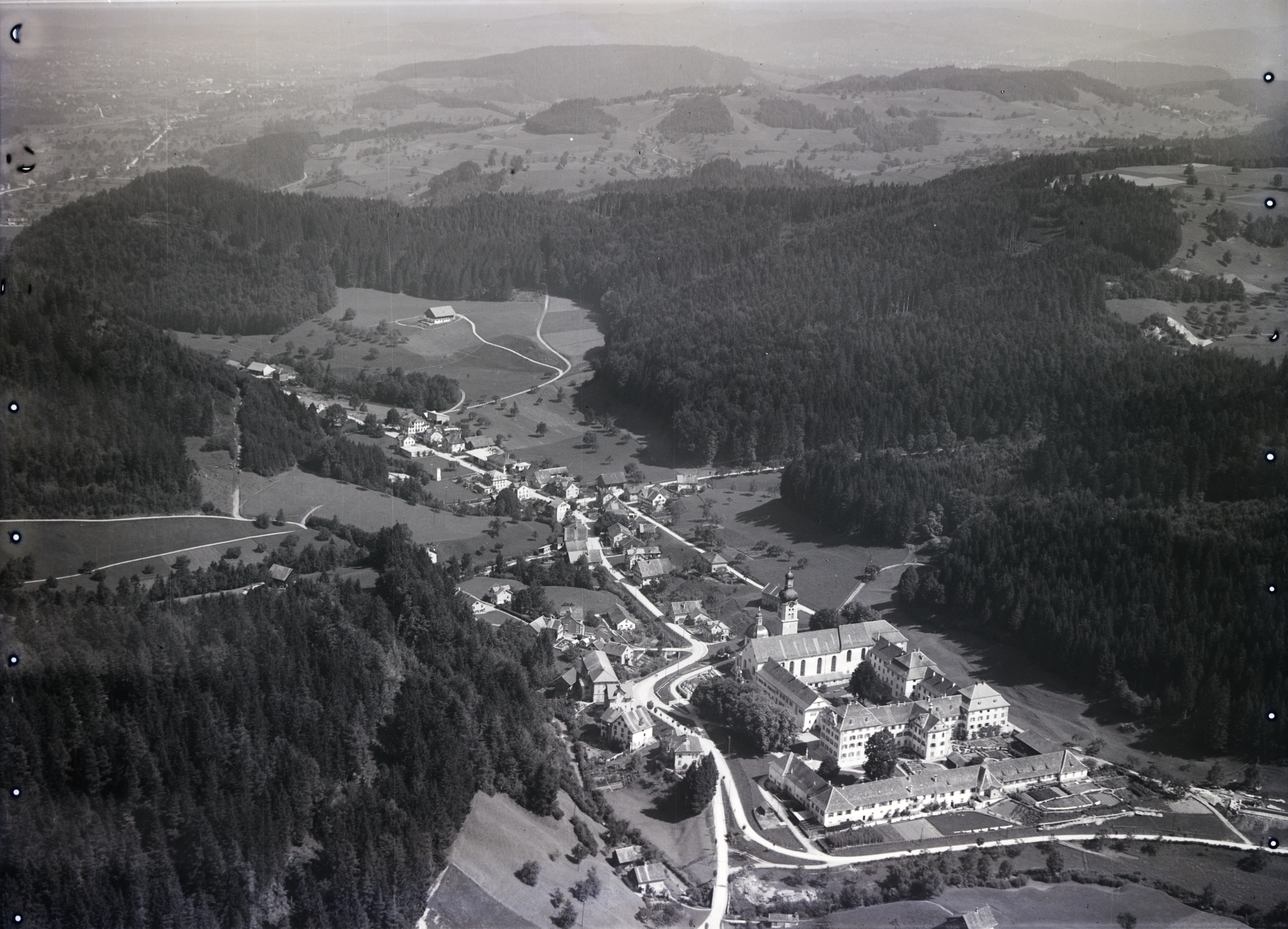
Fischingen im Jahr 1934

Das Dorf Fischingen entstand nördlich des kurz vor 1138 gegründeten Klosters, das damals als nova cella Vishina bezeichnet wurde. Es bildete mit Bichelsee, Balterswil, Ifwil und vermutlich Au das sogenannte alte Fischinger Gericht (Offnung 1432) und war mit dem Tannegger Amt, welches das Kloster 1693 erwarb, eng verbunden. Kirchlich wurde Fischingen vom Kloster aus versorgt. Die reformierte Minderheit gehörte zu Dussnang.
Auf dem Weg nach Einsiedeln gelegen, entwickelte sich Fischingen mit dem Iddakult im 16. und 17. Jahrhundert zum Wallfahrtsort, was den bescheidenen Markt, das Gastgewerbe und das Handwerk belebte. 1803 erfolgte die Schaffung der Munizipal- und der Ortsgemeinde. 1848 wurde das Kloster aufgehoben und die Klosterkirche der nunmehr selbstständigen Pfarrei übergeben.
Im 19. Jahrhundert war die Weberei, um 1900 die Stickerei verbreitet, da Viehzucht und Holzwirtschaft kein genügendes Einkommen boten. Das ehemalige Kloster wurde ab 1852 als Buntweberei genutzt. 1879 richtete der Verein St. Iddazell darin eine Waisenanstalt ein, aus der das 1976 neu erstellte Sonderschulheim Chilberg hervorging.
Die heutige politische Gemeinde entstand 1972 aus der Fusion der Ortsgemeinden Au, Dussnang, Fischingen, Oberwangen und Tannegg. Mit dem Gemeindezusammenschluss konnten die Finanzlage verbessert und die Abwanderung aus der wirtschaftlich schwachen Randregion gestoppt werden.
Das dem Kloster angegliederte Kinderheim in Fischingen kam 2013 in die öffentliche Kritik, weil Heimkinder Anfang der 1970er-Jahre im Zusammenhang mit der staatlichen Psychiatrischen Klinik Münsterlingen illegalen Medikamentenversuchen ausgesetzt waren.
→ siehe auch Abschnitte Geschichte in den Artikeln Au TG, Dussnang, Oberwangen TG und Tannegg

## Wappen
| Wappen von Fischingen TG | Blasonierung: «In Blau zwei übereinander vorbeischwimmende weisse Fische.»                                                       |
| Wappen von Fischingen TG | Das Wappen der früheren Ortsgemeinde Fischingen und der politischen Gemeinde Fischingen wurde vom Kloster Fischingen übernommen. |

## Bevölkerung und Wirtschaft
Im Jahr 2016 bot Fischingen 1062 Personen Arbeit (umgerechnet auf Vollzeitstellen). Davon waren 13,6 % in der Land- und Forstwirtschaft, 40,5 % in Industrie, Gewerbe und Bau sowie 45,9 % im Dienstleistungssektor tätig.
In der Wirtschaft der Gemeinde dominieren zahlreiche kleinere und mittlere Betriebe und rund 90 Landwirtschaftsbetriebe, Im dritten Wirtschaftssektor ist das Kurhaus Dussnang von Bedeutung. Fischingen mit dem Wandergebiet aufs Hörnli und der renovierten Klosteranlage ist ein Ziel für Pilger und Wanderer des Jakobsweges. In der Klosteranlage befindet sich die hochbarocke Grabstätte der heiligen Idda als kultisches Zentrum.
| Die zur Anzeige dieser Grafik verwendete Erweiterung wurde dauerhaft deaktiviert. Wir arbeiten aktuell daran, diese und weitere betroffene Grafiken auf ein neues Format umzustellen. (Mehr dazu) |

|                     | 1850  | 1900  | 1910  | 1950  | 1970  | 1980  | 2000  | 2010   | 2018   | 2020 | 2023   |
| ------------------- | ----- | ----- | ----- | ----- | ----- | ----- | ----- | ------ | ------ | ---- | ------ |
| Politische Gemeinde |       |       |       |       |       | 2100  | 2605  | 2581   | 2783   | 2831 | 2951   |
| Munizipalgemeinde   | 2125  | 2570  | 2665  | 2484  | 2248  |       |       |        |        |      |        |
| Ortsgemeinde        | 405   | 717   | 812   | 643   | 588   |       |       |        |        |      |        |
| Quelle              | [ 8 ] | [ 8 ] | [ 8 ] | [ 8 ] | [ 8 ] | [ 8 ] | [ 8 ] | [ 13 ] | [ 13 ] |      | [ 14 ] |

Von den insgesamt 2951 Einwohnern der Gemeinde Fischingen am 31. Dezember 2023 waren 300 bzw. 10,2 % ausländische Staatsbürger. 1186 (40,2 %) waren römisch-katholisch und 760 (25,8 %) evangelisch-reformiert. Die Ortschaft Fischingen zählte zu diesem Zeitpunkt 462 Bewohner.

## Sehenswürdigkeiten

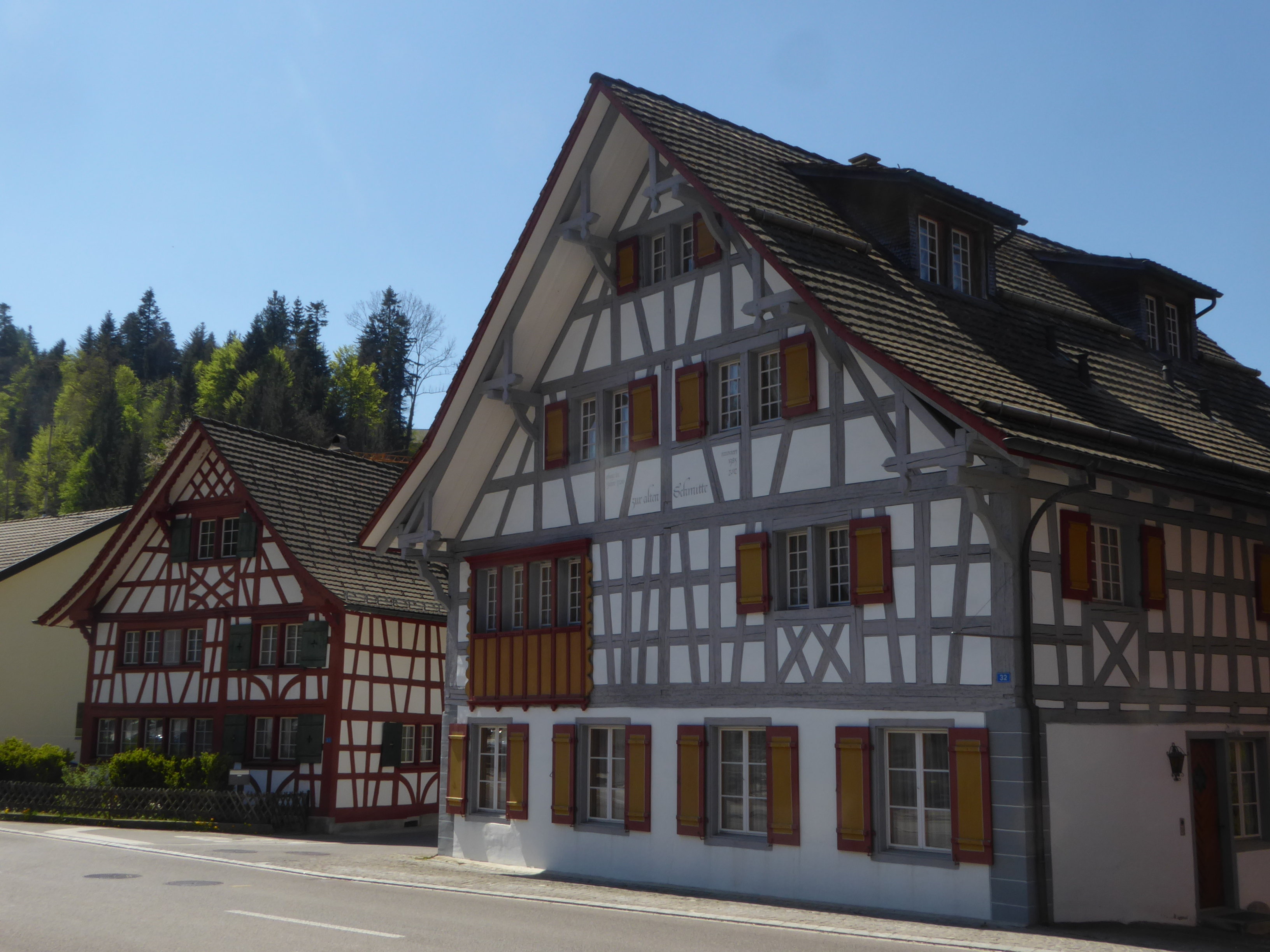
Alte Schmitte

Fischingen ist im Inventar der schützenswerten Ortsbilder der Schweiz aufgeführt.
- Das Kloster Fischingen wurde im Jahr 1138 gegründet. Seine barocke Kirche wurde 1685–1687 neu erbaut.
- Die Burg und heutige Ruine Tannegg wurde um 1240 errichtet.
- Die Kunstsammlung Landstieg in Oberwangen zeigt Werke aus Glas und Keramik der Gegenwart, insbesondere aus der Studioglasbewegung.

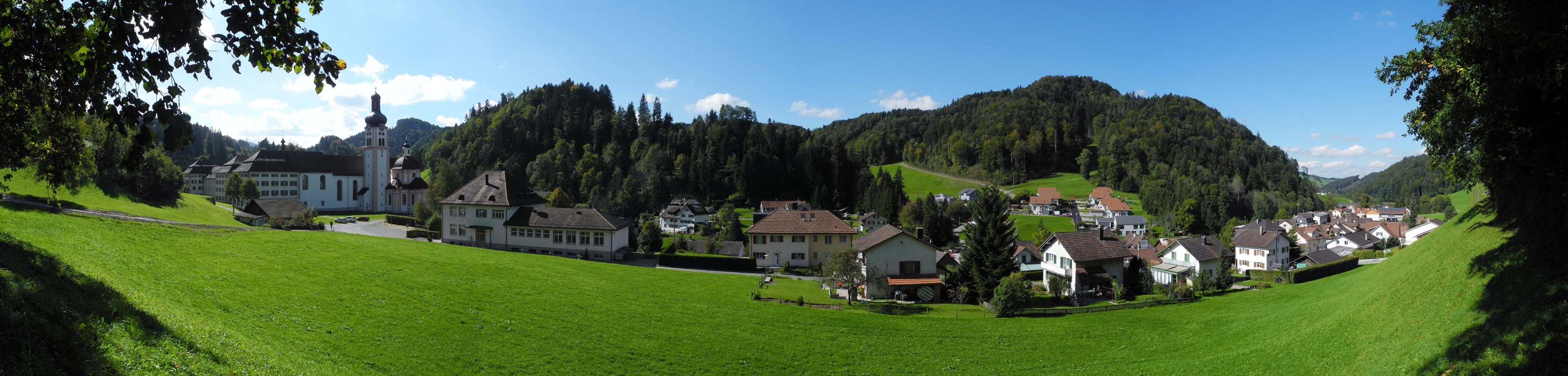
Kloster Fischingen mit Dorf

## Persönlichkeiten
- Franziskus Fröhlicher (1774–1848), letzter Abt des Klosters Fischingen
- Franziskus von Streng (1884–1970), römisch-katholischer Bischof im Bistum Basel, geboren in Fischingen
- Jürg Stahl (* 1968), SVP-Politiker, Bürger von Fischingen